# Château de Läckö
Le château de Läckö (en suédois Läckö slott) est un château situé sur une presqu'île du lac de Vänern, dans la province du Västergötland (Westrogothie) en Suède.
L'évêque de Skara, Brynolf Algotsson, a commencé la construction de ce château fort médiéval en 1298. L'apparence actuelle de style Renaissance date du XVIIe siècle, période où le château fut reconstruit par le comte Magnus Gabriel De la Gardie.
Le château est ouvert au public. On peut y accéder en voiture, en autobus ou en bateau.

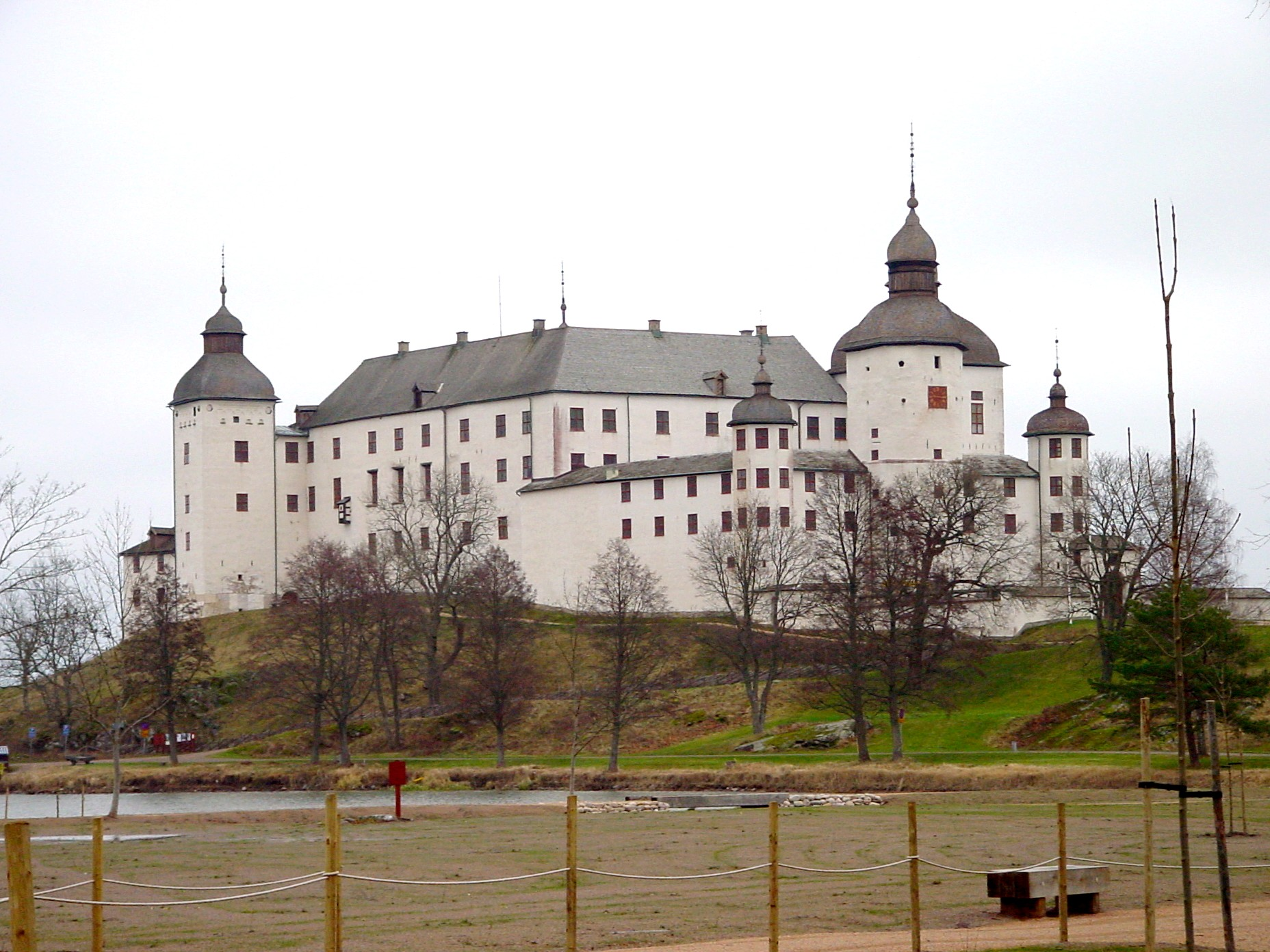
Le château de Läckö
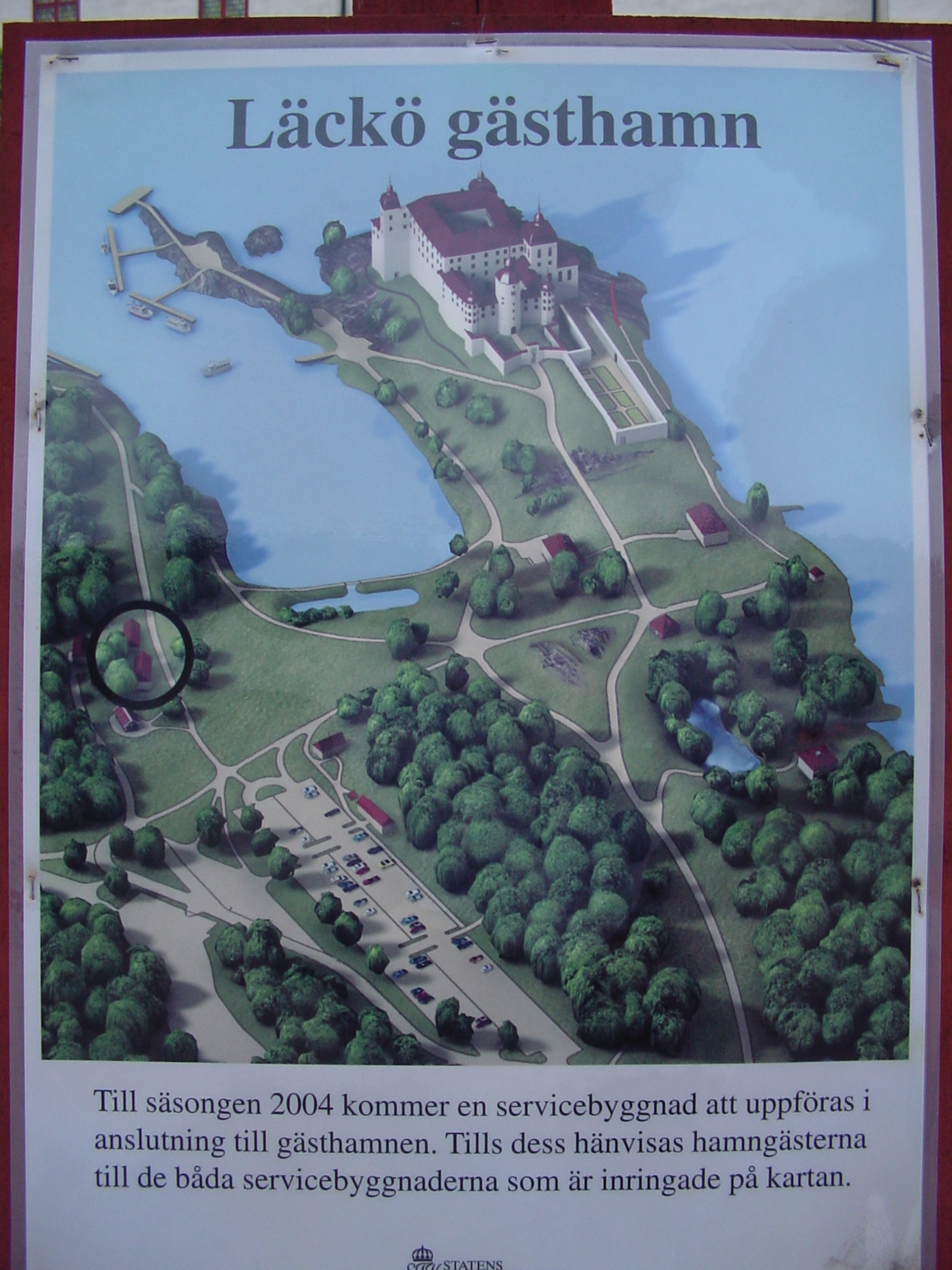
Plan du site